# Mořkov
Mořkov település Csehországban, Nový Jičín-i járásban. Mořkov Hodslavice, Veřovice, Životice u Nového Jičína, Zubří és Zašová településekkel határos. Lakosainak száma 2430 fő (2024. január 1.).

## Népesség
A település lakosságának változását az alábbi diagram mutatja:
| Lakosok száma | 1315 | 1497 | 1625 | 1838 | 2377 | 2374 | 2508 | 2516 | 2450 | 2430 |
|               | 1869 | 1890 | 1921 | 1950 | 1970 | 2001 | 2017 | 2019 | 2022 | 2024 |